# Bystřice (Jičíni járás)
Bystřice település Csehországban, a Jičíni járásban. Bystřice Sedliště, Staré Hrady, Střevač, Údrnice, Chyjice, Libáň és Markvartice településekkel határos. Lakosainak száma 370 fő (2024. január 1.).

## Népesség
A település lakosságának változását az alábbi diagram mutatja:
| Lakosok száma | 695  | 740  | 667  | 416  | 299  | 307  | 339  | 340  | 343  | 370  |
|               | 1869 | 1890 | 1921 | 1950 | 1980 | 2001 | 2017 | 2019 | 2022 | 2024 |